# Dagoberto III

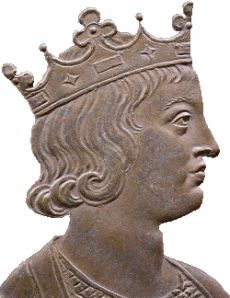
Retrato imaginário de Dagoberto III por Jean Dassier c.  1720

Dagoberto III (ca. 699 — 715) foi rei merovíngio de todos os francos, de 711 até sua morte.

## Vida
Ele era filho de Quildeberto III. Ele sucedeu seu pai como chefe dos três reinos francos - Nêustria e Austrásia, unificados desde a vitória de Pipino em Tertry em 687, e o Reino da Borgonha - em 711. O poder real, no entanto, ainda permanecia com o Prefeito do Palácio, Pepino de Herstal, que morreu em 714. A morte de Pippin ocasionou um conflito aberto entre seus herdeiros e os nobres neustrianos que elegeram os prefeitos do palácio. Quanto ao próprio Dagobert, o Liber Historiae Francorum relata que ele morreu de doença, mas por outro lado não diz nada sobre seu caráter ou ações.
Enquanto a atenção estava voltada para o combate aos frísios no norte, áreas do sul da Gália começaram a se separar durante o breve período de Dagobert: Savaric, o bispo lutador de Auxerre, em 714 e 715 subjugou Orléans, Nevers, Avallon e Tonnerre por conta própria, e Eudo em Toulouse e Antenor na Provença eram magnatas essencialmente independentes.